# 泡鳞肋毛蕨
泡鳞肋毛蕨（学名：Ctenitis mariformis）为叉蕨科肋毛蕨属下的一个种。

## 扩展阅读
- 維基物種上的相關：泡鳞肋毛蕨